# 犀浦街道
犀浦街道，原为犀浦镇，是中华人民共和国四川省成都市郫都区下辖的一个街道办事处。位于郫都区东部，总面积19.26平方公里，犀浦街道办事处驻国宁西路142号。2019年10月，犀浦镇入选“2019年度全国综合实力千强镇”。

## 历史
相传犀浦得名于李冰治水时“石犀沉之于水以压怪”。
唐垂拱二年（686年）设犀浦县。宋熙宁五年（1072年）撤销犀浦县，设犀浦镇，隶属郫县。清后期改称犀和镇。民国十九年 （1930年）复名犀浦镇。中华人民共和国成立后，曾为第二区区署所在地，与犀浦乡几度分并。1966年，犀浦镇撤销，并入犀浦公社。1984年4月，犀浦公社更名为犀浦乡。1985年7月，犀浦乡更名为犀浦镇。2019年12月23日，撤销犀浦镇，设立犀浦街道，以原犀浦镇所属行政区域为犀浦街道的行政区域。

## 行政区划
犀浦街道下辖9个村民委员会，10个社区居委会：
恒山社区、犀合社区、犀池社区、江西馆社区、珠江路社区、大都会社区、犀牛社区、岷江社区、两河社区、锦园社区、国宁村、龙吟村、梓潼村、万福村、五粮村、犀浦村、大田村、双林村和石亭村。

## 人口
2020年第七次人口普查结果，犀浦街道总人口（常住人口）共有293,004人，占郫都区总人口的21.06%。

## 社会事业

### 教育
犀浦街道境内的大专院校有西南交通大学（犀浦校区）、成都纺织专科学校。中、小学有成都外国语学校、成都实验外国语学校、树德中学博瑞实验学校、郫县四中，成都外国语学校附属小学、梓潼小学、犀浦实验小学、犀浦实验中学等。

### 医疗
犀浦街道境内有四川省交通医院、郫县中西医结合医院、363医院（三甲医院）、西南交通大学校医院等医疗机构。

## 交通
- 高速公路： 成都绕城高速
- 市域铁路：成灌铁路在境内主线设犀浦站、犀浦东站。成灌铁路在犀浦站与成都地铁2号线双向同台换乘。[9]
- 城市轨道交通
  - 地铁：成都地铁2号线、6号线
  - 有轨电车：成都有轨电车蓉2号线
- 公交：17路、116路、119路、705路、705A路、710路、723路、726路、733路、708路、P11路、P17路、P20路、P21路、 P22路、P40路